# Büchnerov lijevak
Büchnerov lijevak dio je porculanskog laboratorijskog pribora koji služi filtriranju većih količina kristala i taloga preko filtar-papira.
Posjeduje ravno, rupičasto, porculansko dno, ili ravnu ploču od sinteriranog stakla. Na njega se stavlja mokri filtar-papir tako da mu pokriva sve rupice, ali tako da ne dira stijenke lijevka. Büchnerov lijevak učvršćuje se na Büchnerovu tikvicu uz pomoć gumenog čepa.